# Sedmá strana kostky
Sedmá strana kostky je sedmé studiové album české hudební skupiny Traktor. Album bylo vydáno 1. listopadu 2021. 

## Podrobnosti
Album obsahuje mimo jiné nejdelší skladbu kapely „Kameny“, dále bonusovou skladbu „Monster Meeting“ natočenou spolu se skupinou Dymytry, která doprovázela stejnojmenné společné turné těchto dvou kapel, a druhou bonusovou skladbu – coververzi písně „Don´t Tell Me“ („What Love Can Do“) skupiny Van Halen z alba Balance z r. 1995.
Hudebně i textově je album temnější než předchůdci. Tematicky se věnuje rozvoji vlastní fantazie („Sedmá strana kostky“), kritice a satiře lidstva („Omezenej druh“, „Mordor kabaret“, „Krásnej novej svět“), ovládání vlastních snů („Lucid“), smrti („Testament“), diktátorství a autoritářství („Andělucifer“), stárnutí („Vyser se na trému!“) a praktikám komunistického režimu („Kameny“).
K příležitosti vydání alba vzniklo speciální číslo časopisu Spark pod názvem Traktor speciál, které mapuje celou tvorbu kapely. 

Bubeník Pavel Balko v něm uvádí, že skladbu „Antikvariát" nebudou nikdy hrát na koncertech, protože „obsahuje všechny tóny, které existují".
Na albu hostuje ivančická herečka a zpěvačka Adéla Rausová, pro kterou v roce 2022 zpěvák Martin Kapek složil a pěvecky doplnil rockový duet „Právo poslední noci“. 

## Přijetí
Album sklidilo velmi pozitivní ohlasy u odborné kritiky, která oceňovala propracovanost písní, texty a zpěv.

## Videoklipy
K písním „Omezenej druh“, „Sedmá strana kostky“, „Testament“, „Krásnej novej svět“ a „Mordor kabaret“ (živá verze z koncertního CD+DVD 7SK LIVE) byly natočeny videoklipy.

## Seznam skladeb
Pokud neuvedeno jinak, autor textů Martin Kapek, autor hudby Traktor.
| Pořadí         | Název                            | Autor                                                         | Délka |
| -------------- | -------------------------------- | ------------------------------------------------------------- | ----- |
| 1.             | Sedmá strana kostky              |                                                               | 4:33  |
| 2.             | Omezenej druh                    |                                                               | 5:15  |
| 3.             | Lucid                            |                                                               | 6:37  |
| 4.             | Mordor kabaret                   |                                                               | 5:25  |
| 5.             | Krásnej novej svět               |                                                               | 4:40  |
| 6.             | Antikvariát                      |                                                               | 5:11  |
| 7.             | Testament                        |                                                               | 6:30  |
| 8.             | Andělucifer                      |                                                               | 4:47  |
| 9.             | My                               |                                                               | 4:23  |
| 10.            | Vyser se na trému!               |                                                               | 3:38  |
| 11.            | Kameny                           |                                                               | 8:43  |
| 12.            | Monster Meeting                  |                                                               | 4:22  |
| 13.            | Don´t Tell Me (What Love Can Do) | Eddie Van Halen, Alex Van Halen, Sammy Hagar, Michael Anthony | 4:55  |
| Celková délka: | Celková délka:                   | Celková délka:                                                | 68:47 |

## Obsazení
- Martin Kapek – zpěv
- Standa Balko – kytara
- Petr Bartošek – klávesy
- Karel Ferda – basová kytara
- Pavel Balko – bicí

Hosté
- Jan "Protheus" Macků – zpěv (12)
- Kateřina Kapková – zpěv
- Adéla Rausová – zpěv